# Гориславичі (Яворівський район)
Горислави́чі — село в Україні, у Яворівському районі Львівської області. Населення становить 233 особи.

## Географія
Село знаходиться на відстані 0,8 км від траси Львів-Добромиль.
Через село протікає річка Бухта.

## Історія
За переказами це старе княже село, про що свідчить сама назва. У історичній літературі князів Ольговичів іронічно називають Гориславичами. Автор «Слова о полку Ігоревім» назвав засновника цього роду, Олега Святославича, Олегом Гориславичем, за надмірну жадобу влади і розхитування цілісності Київської Русі. Ольговичі — руські князі династії Рюриковичів, нащадки Олега Святославича, онука Ярослава Мудрого. Перша згадка про них міститься в Іпатіївському літописі під 1116 роком. Можна припустити, що село було засновано в XI столітті.
На старому цвинтарі с. Гориславичі є могила невідомого вояка (або вояків), які загинули біля с. Гусаків в зимі 1918,або навесні 1919 р.
У селі у 1944—1945 рр.була вишкільна криївка з приміщенням для навчання 15 боївкарів. Ця криївка не знайдена й досі.

## Пам'ятки
В селі стоїть дерев'яна церква св. Покрови, збудована в 1929 р. Церква розташована за 1,3 км від асфальтованої дороги. Справді, будівля розташована на невеликій ділянці з трьох сторін оточена високими деревами. Вперше місцева церква згадується у документах 1589 року. Попередня дерев'яна святиня, оцінена в документах 1804 року як стара, майже повністю була знищена під час першої світової війни. Існуюча дерев'яна церква була зведена у 1929 році (цифри року будівництва прикрашали вхідні двері церкви, поки в 2010р їх не поміняли на нові.). Від 1963 по 1989 роки стояла зачиненою і використовувалася на колгоспний склад.

## Відомі люди
- Копитко Богдан Іванович (нар. 1954) — науковець-математик.